# 박태웅
박태웅(1988년 1월 30일 ~ )은 대한민국의 축구 선수이며 포지션은 미드필더이다.

## 축구인 경력

### 선수 경력
2011년 강원 FC에 입단하였다. 첫 시즌 리그 1경기 출전에 그쳤으나 2번째 시즌엔 보다 많은 출전 기회를 잡기 시작하였고 리그 12경기에 출전하여 1도움을 기록하였다.